# Río (Guaynabo)
Río es un barrio ubicado en el municipio de Guaynabo en el estado libre asociado de Puerto Rico. En el Censo de 2010 tenía una población de 2791 habitantes y una densidad poblacional de 575,95 personas por km².

## Geografía
Río se encuentra ubicado en las coordenadas 18°19′17″N 66°5′34″O / 18.32139, -66.09278. Según la Oficina del Censo de los Estados Unidos, Río tiene una superficie total de 4,85 km², que corresponden a tierra firme.

## Demografía
Según el censo de 2010, había 2791 personas residiendo en Río. La densidad de población era de 575,95 hab./km². De los 2791 habitantes, Río estaba compuesto por el 65,68% blancos, el 22,64% eran afroamericanos, el 0,5% eran amerindios, el 0,14% eran asiáticos, el 7,31% eran de otras razas y el 3,73% pertenecían a dos o más razas. Del total de la población el 98,82% eran hispanos o latinos de cualquier raza.